# Roberto Firpo
Pour les articles homonymes, voir Firpo.
Roberto Firpo (10 mai 1884 - 14 juin 1969) est un compositeur et pianiste argentin de tango. Un petit musée du tango lui est consacré à Salto, dans la province de Buenos Aires. C'est à l'Armenonville, restaurant chic de B.A. qu'il passe une audition seul avec son piano : les propriétaires voulaient un orchestre à demeure car différents orchestres se succédaient au cours des soirées, de plus ou moins bonne qualité. Il est engagé et crée sa formation. 
Alors qu'il est en tournée à Montevidéo (Uruguay) au café la Giralda, on lui présente un jeune étudiant en architecture qui lui montre sa partition : il a écrit une fanfare (comparsa) pour le défilé de son école. Firpo l'harmonise pour son orchestre et le joue le soir même. C'est un triomphe qui démarre la carrière de la Cumparsita de Gerardo Hernàn Matos Rodriguez. (source: le tango de Horacio Salas)
C'est aussi lui qui orchestre la première version d'une valse composée par une jeune fille de 14 ans sur une inspiration qu'elle a eue au piano : la valse Desde el Alma de Rosita Melo.

## Musique de films
- 1933 : ¡Tango! de Luis Moglia Barth